# Вантеево (Вологодская область)
Вантеево — деревня в Бабаевском районе Вологодской области.
Входит в состав Тороповского сельского поселения, с точки зрения административно-территориального деления — в Тороповский сельсовет.
Расстояние по автодороге до районного центра Бабаево составляет 28 км, до центра муниципального образования деревни Торопово — 2 км. Ближайшие населённые пункты — Ворохобино, Старый Завод, Тешемля, Тимошкино, Тупик.
Население по данным переписи 2002 года — 21 человек (11 мужчин, 10 женщин). Всё население — русские.